# Ploetzia amygdalis
Ploetzia amygdalis är en fjärilsart som beskrevs av Paul Mabille 1877. Ploetzia amygdalis ingår i släktet Ploetzia och familjen tjockhuvuden. Inga underarter finns listade i Catalogue of Life.